# Piedade dos Gerais
Piedade dos Gerais is een gemeente in de Braziliaanse deelstaat Minas Gerais. De gemeente telt 4.762 inwoners (schatting 2009).

## Aangrenzende gemeenten
De gemeente grenst aan Belo Vale, Bonfim, Crucilândia, Desterro de Entre Rios, Jeceaba en Piracema.